# Zuid-Afrikaans voetbalelftal (mannen)
Het Zuid-Afrikaans voetbalelftal, bijgenaamd  Bafana Bafana, is een team van voetballers dat Zuid-Afrika vertegenwoordigt bij internationale wedstrijden zoals de (kwalificatie)wedstrijden voor het WK en de Afrika Cup.
De Zuid-Afrikaanse voetbalbond werd in 1991 opgericht, na het einde van het apartheidbewind in Zuid-Afrika, en is aangesloten bij de COSAFA, de CAF en de FIFA (sinds 1992). Het Zuid-Afrikaans voetbalelftal behaalde in augustus 1996 met de 16e plaats de hoogste positie op de FIFA-wereldranglijst, in augustus 1993 werd met de 109e plaats de laagste positie bereikt.
Tussen 1958 en 1978 was de in 1892 opgerichte "Football Association of South Africa" (FASA) lid van de FIFA, in deze periode zijn ze diverse keren geschorst geweest.

## Deelnames aan internationale toernooien
Zuid-Afrika was een stichtend lid van de CAF (Confédération Africaine de Football) in 1956, maar werd al vrij snel uitgesloten van de Afrika Cup omdat het volgens het Apartheidssysteem geen raciaal gemengde teams toestond. In 1958 volgde de formele uitstoting van Zuid-Afrika uit de CAF. Ook werd Zuid-Afrika uit de FIFA geweerd: van 1961 tot 1963 en vanaf 1964 was Zuid-Afrika geschorst, en na de Sowetorellen werd het in 1974 uit de FIFA gestoten. Pas in 1991 werd Zuid-Afrika opnieuw lid van FIFA. Hierdoor was het Zuid-Afrikaans voetvalteam in deze periode uitgesloten van internationale toernooien.
In 1998 plaatste Zuid-Afrika zich voor het eerst voor het wereldkampioenschap voetbal. In hun eerste wedstrijd traden zij aan tegen het gastland Frankrijk en verloren de wedstrijd met 0–3. De wedstrijden tegen Denemarken (1–1) en Saoedi-Arabië (2–2) eindigden beide in een gelijkspel. Ook in 2002 en 2010 (als gastland) nam Zuid-Afrika deel. Op deze toernooien wist Zuid-Afrika steeds 1 wedstrijd te winnen. In 2002 won het land van Slovenië (1–0) en in 2010 won het van Frankrijk (2–1). In 2009 mocht Zuid-Afrika de Confederations Cup organiseren. Het land eindigde als vierde.

### Wereldkampioenschap
| Wereldkampioenschap voetbal overzicht | Wereldkampioenschap voetbal overzicht | Wereldkampioenschap voetbal overzicht | Wereldkampioenschap voetbal overzicht | Wereldkampioenschap voetbal overzicht | Wereldkampioenschap voetbal overzicht | Wereldkampioenschap voetbal overzicht | Wereldkampioenschap voetbal overzicht | Wereldkampioenschap voetbal overzicht |
| Jaar                                  | Ronde                                 | Wed.                                  | W                                     | G                                     | V                                     | DV                                    | DT                                    | Kwal                                  |
| ------------------------------------- | ------------------------------------- | ------------------------------------- | ------------------------------------- | ------------------------------------- | ------------------------------------- | ------------------------------------- | ------------------------------------- | ------------------------------------- |
| 1930–1962                             | Geen deelname                         | Geen deelname                         | Geen deelname                         | Geen deelname                         | Geen deelname                         | Geen deelname                         | Geen deelname                         | Geen deelname                         |
| 1966                                  | Gediskwalificeerd                     | Gediskwalificeerd                     | Gediskwalificeerd                     | Gediskwalificeerd                     | Gediskwalificeerd                     | Gediskwalificeerd                     | Gediskwalificeerd                     | Gediskwalificeerd                     |
| 1970–1990                             | Uitgesloten van deelname              | Uitgesloten van deelname              | Uitgesloten van deelname              | Uitgesloten van deelname              | Uitgesloten van deelname              | Uitgesloten van deelname              | Uitgesloten van deelname              | Uitgesloten van deelname              |
| 1994                                  | Niet gekwalificeerd                   | Niet gekwalificeerd                   | Niet gekwalificeerd                   | Niet gekwalificeerd                   | Niet gekwalificeerd                   | Niet gekwalificeerd                   | Niet gekwalificeerd                   | Niet gekwalificeerd                   |
| 1998                                  | Groepsfase                            | 3                                     | 0                                     | 2                                     | 1                                     | 3                                     | 6                                     | (Kwal.)                               |
| 2002                                  | Groepsfase                            | 3                                     | 1                                     | 1                                     | 1                                     | 5                                     | 5                                     | (Kwal.)                               |
| 2006                                  | Niet gekwalificeerd                   | Niet gekwalificeerd                   | Niet gekwalificeerd                   | Niet gekwalificeerd                   | Niet gekwalificeerd                   | Niet gekwalificeerd                   | Niet gekwalificeerd                   | Niet gekwalificeerd                   |
| 2010                                  | Groepsfase                            | 3                                     | 1                                     | 1                                     | 1                                     | 3                                     | 5                                     |                                       |
| 2014                                  | Niet gekwalificeerd                   | Niet gekwalificeerd                   | Niet gekwalificeerd                   | Niet gekwalificeerd                   | Niet gekwalificeerd                   | Niet gekwalificeerd                   | Niet gekwalificeerd                   | Niet gekwalificeerd                   |
| 2018                                  | Niet gekwalificeerd                   | Niet gekwalificeerd                   | Niet gekwalificeerd                   | Niet gekwalificeerd                   | Niet gekwalificeerd                   | Niet gekwalificeerd                   | Niet gekwalificeerd                   | Niet gekwalificeerd                   |
| 2022                                  | Niet gekwalificeerd                   | Niet gekwalificeerd                   | Niet gekwalificeerd                   | Niet gekwalificeerd                   | Niet gekwalificeerd                   | Niet gekwalificeerd                   | Niet gekwalificeerd                   | Niet gekwalificeerd                   |
| 2026                                  | kwalificatie                          | kwalificatie                          | kwalificatie                          | kwalificatie                          | kwalificatie                          | kwalificatie                          | kwalificatie                          | kwalificatie                          |

### Confederations Cup
| FIFA Confederations Cup overzicht | FIFA Confederations Cup overzicht | FIFA Confederations Cup overzicht | FIFA Confederations Cup overzicht | FIFA Confederations Cup overzicht | FIFA Confederations Cup overzicht | FIFA Confederations Cup overzicht | FIFA Confederations Cup overzicht | FIFA Confederations Cup overzicht |
| Jaar                              | Ronde                             | Wed.                              | W                                 | G                                 | V                                 | DV                                | DT                                |                                   |
| --------------------------------- | --------------------------------- | --------------------------------- | --------------------------------- | --------------------------------- | --------------------------------- | --------------------------------- | --------------------------------- | --------------------------------- |
| 1997                              | Groepsfase                        | 3                                 | 0                                 | 1                                 | 2                                 | 5                                 | 7                                 |                                   |
| 2009                              | Vierde                            | 5                                 | 1                                 | 1                                 | 3                                 | 4                                 | 6                                 |                                   |

### Afrika Cup
| Afrika Cup overzicht | Afrika Cup overzicht     | Afrika Cup overzicht     | Afrika Cup overzicht     | Afrika Cup overzicht     | Afrika Cup overzicht     | Afrika Cup overzicht     | Afrika Cup overzicht     | Afrika Cup overzicht     |
| Jaar                 | Ronde                    | Wed.                     | W                        | G                        | V                        | DV                       | DT                       | Kwal                     |
| -------------------- | ------------------------ | ------------------------ | ------------------------ | ------------------------ | ------------------------ | ------------------------ | ------------------------ | ------------------------ |
| 1957                 | Uitgesloten van deelname | Uitgesloten van deelname | Uitgesloten van deelname | Uitgesloten van deelname | Uitgesloten van deelname | Uitgesloten van deelname | Uitgesloten van deelname | Uitgesloten van deelname |
| 1959−1992            | Uitgesloten van deelname | Uitgesloten van deelname | Uitgesloten van deelname | Uitgesloten van deelname | Uitgesloten van deelname | Uitgesloten van deelname | Uitgesloten van deelname | Uitgesloten van deelname |
| 1994                 | Niet gekwalificeerd      | Niet gekwalificeerd      | Niet gekwalificeerd      | Niet gekwalificeerd      | Niet gekwalificeerd      | Niet gekwalificeerd      | Niet gekwalificeerd      | Niet gekwalificeerd      |
| 1996                 | Kampioen                 | 6                        | 5                        | 0                        | 1                        | 11                       | 2                        | g                        |
| 1998                 | Tweede                   | 6                        | 3                        | 2                        | 1                        | 9                        | 6                        |                          |
| 2000                 | Derde                    | 6                        | 3                        | 2                        | 1                        | 8                        | 6                        | (Kwal.)                  |
| 2002                 | Kwartfinale              | 4                        | 1                        | 2                        | 1                        | 3                        | 3                        | (Kwal.)                  |
| 2004                 | Groepsfase               | 3                        | 1                        | 1                        | 1                        | 3                        | 5                        | (Kwal.)                  |
| 2006                 | Groepsfase               | 3                        | 0                        | 0                        | 3                        | 0                        | 5                        | (Kwal.)                  |
| 2008                 | Groepsfase               | 3                        | 0                        | 2                        | 1                        | 3                        | 5                        | (Kwal.)                  |
| 2010                 | Niet gekwalificeerd      | Niet gekwalificeerd      | Niet gekwalificeerd      | Niet gekwalificeerd      | Niet gekwalificeerd      | Niet gekwalificeerd      | Niet gekwalificeerd      | Niet gekwalificeerd      |
| 2012                 | Niet gekwalificeerd      | Niet gekwalificeerd      | Niet gekwalificeerd      | Niet gekwalificeerd      | Niet gekwalificeerd      | Niet gekwalificeerd      | Niet gekwalificeerd      | Niet gekwalificeerd      |
| 2013                 | Kwartfinale              | 4                        | 1                        | 2                        | 1                        | 5                        | 3                        |                          |
| 2015                 | Groepsfase               | 3                        | 0                        | 1                        | 2                        | 3                        | 6                        | (Kwal.)                  |
| 2017                 | Niet gekwalificeerd      | Niet gekwalificeerd      | Niet gekwalificeerd      | Niet gekwalificeerd      | Niet gekwalificeerd      | Niet gekwalificeerd      | Niet gekwalificeerd      | Niet gekwalificeerd      |
| 2019                 | Kwartfinale              | 5                        | 2                        | 0                        | 3                        | 3                        | 4                        | (Kwal.)                  |
| 2021                 | Niet gekwalificeerd      | Niet gekwalificeerd      | Niet gekwalificeerd      | Niet gekwalificeerd      | Niet gekwalificeerd      | Niet gekwalificeerd      | Niet gekwalificeerd      | Niet gekwalificeerd      |
| 2023                 | Derde                    | 7                        | 2                        | 4                        | 1                        | 7                        | 3                        | (Kwal.)                  |
| 2025                 |                          |                          |                          |                          |                          |                          |                          | (Kwal.)                  |

### African Championship of Nations
| African Championship of Nations overzicht | African Championship of Nations overzicht | African Championship of Nations overzicht | African Championship of Nations overzicht | African Championship of Nations overzicht | African Championship of Nations overzicht | African Championship of Nations overzicht | African Championship of Nations overzicht | African Championship of Nations overzicht |
| Jaar                                      | Ronde                                     | Wed.                                      | W                                         | G                                         | V                                         | DV                                        | DT                                        | Kwal                                      |
| ----------------------------------------- | ----------------------------------------- | ----------------------------------------- | ----------------------------------------- | ----------------------------------------- | ----------------------------------------- | ----------------------------------------- | ----------------------------------------- | ----------------------------------------- |
| 2009                                      | Niet gekwalificeerd                       | Niet gekwalificeerd                       | Niet gekwalificeerd                       | Niet gekwalificeerd                       | Niet gekwalificeerd                       | Niet gekwalificeerd                       | Niet gekwalificeerd                       | Niet gekwalificeerd                       |
| 2011                                      | Kwartfinale                               | 4                                         | 3                                         | 0                                         | 1                                         | 6                                         | 4                                         | (Kwal.)                                   |
| 2014                                      | Groepsfase                                | 3                                         | 1                                         | 1                                         | 1                                         | 5                                         | 5                                         |                                           |
| 2016                                      | Niet gekwalificeerd                       | Niet gekwalificeerd                       | Niet gekwalificeerd                       | Niet gekwalificeerd                       | Niet gekwalificeerd                       | Niet gekwalificeerd                       | Niet gekwalificeerd                       | Niet gekwalificeerd                       |
| 2018                                      | Niet gekwalificeerd                       | Niet gekwalificeerd                       | Niet gekwalificeerd                       | Niet gekwalificeerd                       | Niet gekwalificeerd                       | Niet gekwalificeerd                       | Niet gekwalificeerd                       | Niet gekwalificeerd                       |
| 2020                                      | Niet gekwalificeerd                       | Niet gekwalificeerd                       | Niet gekwalificeerd                       | Niet gekwalificeerd                       | Niet gekwalificeerd                       | Niet gekwalificeerd                       | Niet gekwalificeerd                       | Niet gekwalificeerd                       |
| 2020                                      | Niet gekwalificeerd                       | Niet gekwalificeerd                       | Niet gekwalificeerd                       | Niet gekwalificeerd                       | Niet gekwalificeerd                       | Niet gekwalificeerd                       | Niet gekwalificeerd                       | Niet gekwalificeerd                       |

### COSAFA Cup
| COSAFA Cup overzicht | COSAFA Cup overzicht | COSAFA Cup overzicht | COSAFA Cup overzicht | COSAFA Cup overzicht | COSAFA Cup overzicht | COSAFA Cup overzicht | COSAFA Cup overzicht | COSAFA Cup overzicht |
| Jaar                 | Ronde                | Wed.                 | W                    | G                    | V                    | DV                   | DT                   |                      |
| -------------------- | -------------------- | -------------------- | -------------------- | -------------------- | -------------------- | -------------------- | -------------------- | -------------------- |
| 1998                 | Voorronde            | 1                    | 0                    | 0                    | 1                    | 2                    | 3                    |                      |
| 1999                 | Kwartfinale          | 2                    | 1                    | 1                    | 0                    | 3                    | 2                    |                      |
| 2000                 | Halve finale         | 3                    | 2                    | 0                    | 1                    | 5                    | 1                    |                      |
| 2001                 | Kwartfinale          | 3                    | 1                    | 0                    | 1                    | 3                    | 1                    |                      |
| 2002                 | Kampioen             | 4                    | 2                    | 2                    | 0                    | 8                    | 2                    |                      |
| 2003                 | Kwartfinale          | 1                    | 0                    | 0                    | 1                    | 0                    | 1                    |                      |
| 2004                 | Voorronde            | 1                    | 0                    | 0                    | 1                    | 0                    | 2                    |                      |
| 2005                 | Halve finale         | 3                    | 2                    | 1                    | 0                    | 6                    | 2                    |                      |
| 2006                 | Groepsfase           | 2                    | 1                    | 1                    | 0                    | 1                    | 0                    |                      |
| 2007                 | Kampioen             | 4                    | 2                    | 2                    | 0                    | 3                    | 0                    |                      |
| 2008                 | Kampioen             | 3                    | 3                    | 0                    | 0                    | 4                    | 1                    |                      |
| 2009                 | Vierde               | 3                    | 1                    | 1                    | 1                    | 3                    | 2                    |                      |
| 2013                 | Derde                | 3                    | 2                    | 1                    | 0                    | 4                    | 2                    |                      |
| 2015                 | Kwartfinale          | 2                    | 0                    | 0                    | 2                    | 0                    | 0                    |                      |
| 2016                 | Kampioen             | 3                    | 2                    | 1                    | 0                    | 9                    | 4                    |                      |
| 2017                 | Vijfde               | 3                    | 2                    | 0                    | 1                    | 3                    | 1                    |                      |
| 2018                 | Vijfde               | 3                    | 2                    | 0                    | 1                    | 7                    | 1                    |                      |
| 2019                 | Vijfde               | 3                    | 0                    | 3                    | 0                    | 3                    | 3                    |                      |
| 2021                 | Kampioen             | 6                    | 4                    | 2                    | 0                    | 9                    | 0                    |                      |
| 2022                 | Vijfde               | 3                    | 2                    | 1                    | 0                    | 4                    | 2                    |                      |
| 2023                 | Derde                | 5                    | 2                    | 2                    | 1                    | 6                    | 5                    |                      |
| 2024                 | Groepsfase           | 3                    | 1                    | 2                    | 0                    | 2                    | 1                    |                      |
| 2025                 | Tweede               | 5                    | 2                    | 1                    | 2                    | 5                    | 5                    |                      |

### CONCACAF Gold Cup
| CONCACAF Gold Cup overzicht | CONCACAF Gold Cup overzicht | CONCACAF Gold Cup overzicht | CONCACAF Gold Cup overzicht | CONCACAF Gold Cup overzicht | CONCACAF Gold Cup overzicht | CONCACAF Gold Cup overzicht | CONCACAF Gold Cup overzicht | CONCACAF Gold Cup overzicht |
| Jaar                        | Ronde                       | Wed.                        | W                           | G                           | V                           | DV                          | DT                          |                             |
| --------------------------- | --------------------------- | --------------------------- | --------------------------- | --------------------------- | --------------------------- | --------------------------- | --------------------------- | --------------------------- |
| 2005                        | Kwartfinale                 | 4                           | 1                           | 3                           | 0                           | 7                           | 6                           |                             |

## FIFA-wereldranglijst[2]
| 1993 | 1994 | 1995 | 1996 | 1997 | 1998 | 1999 | 2000 | 2001 | 2002 | 2003 | 2004 | 2005 | 2006 | 2007 | 2008 | 2009 | 2010 | 2011 | 2012 | 2013 | 2014 | 2015 | 2016 | 2017 | 2018 |
| ---- | ---- | ---- | ---- | ---- | ---- | ---- | ---- | ---- | ---- | ---- | ---- | ---- | ---- | ---- | ---- | ---- | ---- | ---- | ---- | ---- | ---- | ---- | ---- | ---- | ---- |
| 95   | 56   | 40   | 19   | 31   | 26   | 30   | 20   | 35   | 30   | 36   | 38   | 49   | 67   | 77   | 76   | 85   | 51   | 52   | 87   | 62   | 52   | 72   | 60   | 81   | 72   |

| Speler             | International | Interlands (doelpunten) |
| ------------------ | ------------- | ----------------------- |
| Aaron Mokoena      | 1999-2010     | 105 (1)                 |
| Benedict McCarthy  | 1997-2010     | 80 (32)                 |
| Siyabonga Nomvethe | 1999-2012     | 79 (16)                 |
| Shaun Bartlett     | 1995-2005     | 74 (29)                 |
| John Moshoeu       | 1993-2004     | 73 (8)                  |
| Delron Buckley     | 1998-2008     | 72 (10)                 |
| Lucas Radebe       | 1992-2003     | 70 (2)                  |
| Andre Arendse      | 1995-2004     | 67 (0)                  |
| Sibusiso Zuma      | 1998-2008     | 67 (13)                 |
| Helman Mkhalele    | 1994-2001     | 66 (7)                  |

| Speler             | International | Doelpunten (interlands) |
| ------------------ | ------------- | ----------------------- |
| Benedict McCarthy  | 1997-2010     | 35 (83)                 |
| Shaun Bartlett     | 1995-2005     | 29 (74)                 |
| Phil Masinga       | 1992-2001     | 19 (58)                 |
| Siyabonga Nomvethe | 1999-         | 16 (77)                 |
| Katlego Mphela     | 2005-         | 13 (33)                 |
| Sibusiso Zuma      | 1998-2008     | 13 (67)                 |
| Donald Wilson      | 1947          | 11 (9)                  |
| Delron Buckley     | 1998-2008     | 10 (72)                 |
| Teko Modise        | 2007-         | 10 (55)                 |

## Bondscoaches
- Sinds 1992

| Naam               | Van  | Tot  | Interlands | W | G | V |
| ------------------ | ---- | ---- | ---------- | - | - | - |
| Ephraim Mashaba    | 1992 | 1992 | ??         | ? | ? | ? |
| Augusto Palacios   | 1993 | 1993 | ??         | ? | ? | ? |
| Clive Barker       | 1994 | 1997 | ??         | ? | ? | ? |
| Jomo Sono          | 1998 | 1998 | ??         | ? | ? | ? |
| Philippe Troussier | 1998 | 1998 | ??         | ? | ? | ? |
| Trott Moloto       | 1998 | 2000 | ??         | ? | ? | ? |
| Carlos Queiroz     | 2000 | 2002 | ??         | ? | ? | ? |
| Ephraim Mashaba    | 2001 | 2001 | 1          | ? | ? | ? |
| Trott Moloto       | 2002 | 2002 | 1          | ? | ? | ? |
| Jomo Sono          | 2002 | 2002 | 3          | ? | ? | ? |
| Ephraim Mashaba    | 2002 | 2003 | ??         | ? | ? | ? |
| Jomo Sono          | 2003 | 2003 | 1          | ? | ? | ? |
| April Phumo        | 2004 | 2004 | ??         | ? | ? | ? |
| Stuart Baxter      | 2004 | 2005 | ??         | ? | ? | ? |
| Ted Dumitru        | 2005 | 2006 | ??         | ? | ? | ? |
| Pitso Mosimane     | 2006 | 2006 | 7          | ? | ? | ? |
| Carlos Parreira    | 2007 | 2008 | ??         | ? | ? | ? |
| Joel Santana       | 2008 | 2009 | ??         | ? | ? | ? |
| Carlos Parreira    | 2009 | 2010 | ??         | ? | ? | ? |
| Pitso Mosimane     | 2010 | 2012 | ??         | ? | ? | ? |
| Steve Komphela     | 2012 | 2012 | 2          | ? | ? | ? |
| Gordon Igesund     | 2012 | 2014 | ??         | ? | ? | ? |
| Ephraim Mashaba    | 2014 | 2016 | ??         | ? | ? | ? |

## Huidig team
De volgende spelers werden opgeroepen voor de vriendschappelijke wedstrijden tegen  Benin op 25 maart 2025.
Interlands en doelpunten bijgewerkt tot en met de wedstrijd tegen  Benin (0-2) op 25 maart 2025.
| Doel        |                     |    |    |                   |
|             | Ronwen Williams     | 50 | 0  | Mamelodi Sundowns |
|             | Ricardo Goss        | 3  | 0  | Supersport Utd.   |
|             | Sipho Chaine        | 1  | 0  | Orlando Pirates   |
| Verdediging |                     |    |    |                   |
|             | Aubrey Modiba       | 38 | 3  | Mamelodi Sundowns |
|             | Thapelo Morena      | 30 | 3  | Mamelodi Sundowns |
|             | Nyiko Mobbie        | 27 | 0  | Supersport Utd.   |
|             | Khuliso Mudau       | 22 | 1  | Mamelodi Sundowns |
|             | Grant Kekana        | 16 | 0  | Mamelodi Sundowns |
|             | Nkosinathi Sibisi   | 13 | 0  | Orlando Pirates   |
|             | Siyabonga Ngezana   | 7  | 0  | FCSB              |
|             | Fawaaz Basadien     | 2  | 0  | Stellenbosch      |
|             | Thabo Moloisane     | 0  | 0  | Stellenbosch      |
| Middenveld  |                     |    |    |                   |
|             | Teboho Mokoena      | 40 | 9  | Mamelodi Sundowns |
|             | Bathusi Aubaas      | 8  | 1  | Mamelodi Sundowns |
|             | Patrick Maswanganyi | 4  | 2  | Orlando Pirates   |
|             | Thalente Mbatha     | 4  | 2  | Orlando Pirates   |
|             | Jayden Adams        | 2  | 0  | Mamelodi Sundowns |
| Aanval      |                     |    |    |                   |
|             | Percy Tau           | 46 | 15 | Al-Ahly           |
|             | Lyle Foster         | 18 | 6  | Burnley           |
|             | Oswin Appollis      | 11 | 2  | Polokwane City    |
|             | Iqraam Rayners      | 10 | 4  | Mamelodi Sundowns |
|             | Elias Mokwana       | 9  | 2  | Espérance         |
|             | Relebohile Mofokeng | 5  | 0  | Orlando Pirates   |

## Recent opgeroepen
De volgende spelers werden in de afgelopen 12 maanden opgenomen in de selectie.
| Doel        |                  |    |   |                        |
|             | Brandon Peterson | 0  | 0 | Bidvest Wits           |
| Verdediging |                  |    |   |                        |
|             | Rivaldo Coetzee  | 23 | 0 | Mamelodi Sundowns      |
|             | Tshepo Rikhotso  | 1  | 0 | Bloemfontein Celtic    |
| Middenveld  |                  |    |   |                        |
|             | Themba Zwane     | 22 | 2 | Mamelodi Sundowns      |
|             | Keagan Dolly     | 14 | 2 | Montpellier HSC        |
|             | Lebohang Maboe   | 8  | 3 | Mamelodi Sundowns      |
| Aanval      |                  |    |   |                        |
|             | Lars Veldwijk    | 7  | 0 | Jeonbuk Hyundai Motors |

## Selecties

### Wereldkampioenschap
| Selectie van Zuid-Afrika bij het Wereldkampioenschap 1998 | Selectie van Zuid-Afrika bij het Wereldkampioenschap 1998 | Selectie van Zuid-Afrika bij het Wereldkampioenschap 1998 | Selectie van Zuid-Afrika bij het Wereldkampioenschap 1998 | Selectie van Zuid-Afrika bij het Wereldkampioenschap 1998 | Selectie van Zuid-Afrika bij het Wereldkampioenschap 1998 | Selectie van Zuid-Afrika bij het Wereldkampioenschap 1998 | Selectie van Zuid-Afrika bij het Wereldkampioenschap 1998 | Selectie van Zuid-Afrika bij het Wereldkampioenschap 1998 |
| №                                                         | Naam                                                      | Wed.                                                      | Dlpnt.                                                    | Club                                                      |                                                           |                                                           |                                                           |                                                           |
| --------------------------------------------------------- | --------------------------------------------------------- | --------------------------------------------------------- | --------------------------------------------------------- | --------------------------------------------------------- | --------------------------------------------------------- | --------------------------------------------------------- | --------------------------------------------------------- | --------------------------------------------------------- |
| Doel                                                      |                                                           |                                                           |                                                           |                                                           |                                                           |                                                           |                                                           |                                                           |
| 1                                                         | Hans Vonk                                                 |                                                           |                                                           | sc Heerenveen                                             |                                                           |                                                           |                                                           |                                                           |
| 16                                                        | Brian Baloyi                                              |                                                           |                                                           | Kaizer Chiefs                                             |                                                           |                                                           |                                                           |                                                           |
| 23                                                        | Simon Gopane                                              |                                                           |                                                           | Bloemfontein Celtic                                       |                                                           |                                                           |                                                           |                                                           |
| Verdediging                                               |                                                           |                                                           |                                                           |                                                           |                                                           |                                                           |                                                           |                                                           |
| 2                                                         | Themba Mnguni                                             |                                                           |                                                           | Mamelodi Sundowns                                         |                                                           |                                                           |                                                           |                                                           |
| 3                                                         | David Nyathi                                              |                                                           |                                                           | St. Gallen                                                |                                                           |                                                           |                                                           |                                                           |
| 4                                                         | Willem Jackson                                            |                                                           |                                                           | Orlando Pirates                                           |                                                           |                                                           |                                                           |                                                           |
| 5                                                         | Mark Fish                                                 |                                                           |                                                           | Bolton Wanderers                                          |                                                           |                                                           |                                                           |                                                           |
| 19                                                        | Lucas Radebe                                              |                                                           |                                                           | Leeds United                                              |                                                           |                                                           |                                                           |                                                           |
| 21                                                        | Pierre Issa                                               |                                                           |                                                           | Olympique Marseille                                       |                                                           |                                                           |                                                           |                                                           |
| Middenveld                                                |                                                           |                                                           |                                                           |                                                           |                                                           |                                                           |                                                           |                                                           |
| 7                                                         | Quinton Fortune                                           |                                                           |                                                           | Atlético Madrid                                           |                                                           |                                                           |                                                           |                                                           |
| 8                                                         | Alfred Phiri                                              |                                                           |                                                           | Vatanspor                                                 |                                                           |                                                           |                                                           |                                                           |
| 10                                                        | John Moshoeu                                              |                                                           |                                                           | Fenerbahçe                                                |                                                           |                                                           |                                                           |                                                           |
| 11                                                        | Helman Mkhalele                                           |                                                           |                                                           | Kayserispor                                               |                                                           |                                                           |                                                           |                                                           |
| 15                                                        | Doctor Khumalo                                            |                                                           |                                                           | Kaizer Chiefs                                             |                                                           |                                                           |                                                           |                                                           |
| 18                                                        | Lebogang Morula                                           |                                                           |                                                           | Vanspor AS                                                |                                                           |                                                           |                                                           |                                                           |
| 20                                                        | William Mokoena                                           |                                                           |                                                           | Manning Rangers                                           |                                                           |                                                           |                                                           |                                                           |
| Aanval                                                    |                                                           |                                                           |                                                           |                                                           |                                                           |                                                           |                                                           |                                                           |
| 6                                                         | Phil Masinga                                              |                                                           |                                                           | AS Bari                                                   |                                                           |                                                           |                                                           |                                                           |
| 9                                                         | Shaun Bartlett                                            |                                                           |                                                           | Cape Town Spurs                                           |                                                           |                                                           |                                                           |                                                           |
| 12                                                        | Brendan Augustine                                         |                                                           |                                                           | LASK Linz                                                 |                                                           |                                                           |                                                           |                                                           |
| 13                                                        | Delron Buckley                                            |                                                           |                                                           | VfL Bochum                                                |                                                           |                                                           |                                                           |                                                           |
| 14                                                        | Jerry Sikhosana                                           |                                                           |                                                           | Orlando Pirates                                           |                                                           |                                                           |                                                           |                                                           |
| 17                                                        | Benedict McCarthy                                         |                                                           |                                                           | AFC Ajax                                                  |                                                           |                                                           |                                                           |                                                           |
| Bondscoach: Philippe Troussier                            |                                                           |                                                           |                                                           |                                                           |                                                           |                                                           |                                                           |                                                           |

### FIFA Confederations Cup
| Selectie van Zuid-Afrika bij de FIFA Confederations Cup 2009 | Selectie van Zuid-Afrika bij de FIFA Confederations Cup 2009 | Selectie van Zuid-Afrika bij de FIFA Confederations Cup 2009 | Selectie van Zuid-Afrika bij de FIFA Confederations Cup 2009 | Selectie van Zuid-Afrika bij de FIFA Confederations Cup 2009 | Selectie van Zuid-Afrika bij de FIFA Confederations Cup 2009 | Selectie van Zuid-Afrika bij de FIFA Confederations Cup 2009 | Selectie van Zuid-Afrika bij de FIFA Confederations Cup 2009 | Selectie van Zuid-Afrika bij de FIFA Confederations Cup 2009 |
| №                                                            | Naam                                                         | Wed.                                                         | Dlpnt.                                                       | Club                                                         |                                                              |                                                              |                                                              |                                                              |
| ------------------------------------------------------------ | ------------------------------------------------------------ | ------------------------------------------------------------ | ------------------------------------------------------------ | ------------------------------------------------------------ | ------------------------------------------------------------ | ------------------------------------------------------------ | ------------------------------------------------------------ | ------------------------------------------------------------ |
| Doel                                                         |                                                              |                                                              |                                                              |                                                              |                                                              |                                                              |                                                              |                                                              |
| 1                                                            | Rowen Fernandez                                              |                                                              |                                                              | Arminia Bielefeld                                            |                                                              |                                                              |                                                              |                                                              |
| 16                                                           | Itumeleng Khune                                              |                                                              |                                                              | Kaizer Chiefs                                                |                                                              |                                                              |                                                              |                                                              |
| 22                                                           | Brian Baloyi                                                 |                                                              |                                                              | Mamelodi Sundowns                                            |                                                              |                                                              |                                                              |                                                              |
| Verdediging                                                  |                                                              |                                                              |                                                              |                                                              |                                                              |                                                              |                                                              |                                                              |
| 2                                                            | Siboniso Gaxa                                                |                                                              |                                                              | Mamelodi Sundowns                                            |                                                              |                                                              |                                                              |                                                              |
| 3                                                            | Tsepo Masilela                                               |                                                              |                                                              | Maccabi Haifa                                                |                                                              |                                                              |                                                              |                                                              |
| 4                                                            | Aaron Mokoena                                                |                                                              |                                                              | Blackburn Rovers                                             |                                                              |                                                              |                                                              |                                                              |
| 5                                                            | Benson Mhlongo                                               |                                                              |                                                              | Orlando Pirates                                              |                                                              |                                                              |                                                              |                                                              |
| 14                                                           | Matthew Booth                                                |                                                              |                                                              | Mamelodi Sundowns                                            |                                                              |                                                              |                                                              |                                                              |
| 15                                                           | Innocent Mdledle                                             |                                                              |                                                              | Orlando Pirates                                              |                                                              |                                                              |                                                              |                                                              |
| 20                                                           | Bongani Khumalo                                              |                                                              |                                                              | SuperSport United                                            |                                                              |                                                              |                                                              |                                                              |
| 23                                                           | Morgan Gould                                                 |                                                              |                                                              | SuperSport United                                            |                                                              |                                                              |                                                              |                                                              |
| Middenveld                                                   |                                                              |                                                              |                                                              |                                                              |                                                              |                                                              |                                                              |                                                              |
| 6                                                            | Macbeth Sibaya                                               |                                                              |                                                              | Roebin Kazan                                                 |                                                              |                                                              |                                                              |                                                              |
| 7                                                            | Lance Davids                                                 |                                                              |                                                              | SuperSport United                                            |                                                              |                                                              |                                                              |                                                              |
| 8                                                            | Siphiwe Tshabalala                                           |                                                              |                                                              | Kaizer Chiefs                                                |                                                              |                                                              |                                                              |                                                              |
| 10                                                           | Steven Pienaar                                               |                                                              |                                                              | Everton                                                      |                                                              |                                                              |                                                              |                                                              |
| 11                                                           | Elrio van Heerden                                            |                                                              |                                                              | Club Brugge                                                  |                                                              |                                                              |                                                              |                                                              |
| 12                                                           | Teko Modise                                                  |                                                              |                                                              | Orlando Pirates                                              |                                                              |                                                              |                                                              |                                                              |
| 13                                                           | Kagisho Dikgacoi                                             |                                                              |                                                              | Golden Arrows                                                |                                                              |                                                              |                                                              |                                                              |
| 19                                                           | Bryce Moon                                                   |                                                              |                                                              | Panathinaikos                                                |                                                              |                                                              |                                                              |                                                              |
| Aanval                                                       |                                                              |                                                              |                                                              |                                                              |                                                              |                                                              |                                                              |                                                              |
| 9                                                            | Katlego Mphela                                               |                                                              |                                                              | Mamelodi Sundowns                                            |                                                              |                                                              |                                                              |                                                              |
| 17                                                           | Bernard Parker                                               |                                                              |                                                              | Rode Ster Belgrado                                           |                                                              |                                                              |                                                              |                                                              |
| 18                                                           | Thembinkosi Fanteni                                          |                                                              |                                                              | Maccabi Haifa                                                |                                                              |                                                              |                                                              |                                                              |
| 21                                                           | Katlego Mashego                                              |                                                              |                                                              | Orlando Pirates                                              |                                                              |                                                              |                                                              |                                                              |
| Bondscoach: Joel Santana                                     |                                                              |                                                              |                                                              |                                                              |                                                              |                                                              |                                                              |                                                              |

SAFA · A-internationals · Bondscoaches · Selecties · Statistieken · Zuid-Afrikaans vrouwenelftal · Olympisch elftal · Zuid-Afrika U21 · Zuid-Afrika U19 · Zuid-Afrika U17
1906 – 1919 ·
1920 – 1929 ·
1930 – 1939 ·
1940 – 1949 · 
1950 – 1959 · 
1960 – 1969 · 
1970 – 1979 · 
1980 – 1989 · 
1990 – 1999 · 
2000 – 2009 · 
2010 – 2019 ·
2020 − 2029
AC 1996 · 
AC 1998 · 
AC 2000 · 
AC 2002 · 
AC 2004 · 
AC 2006 · 
AC 2008 · 
AC 2013
WK 1998 · 
WK 2002 · 
WK 2010
OS 2000 ·
OS 2016 ·
OS 2020
1947 · 
1948–1949 · 
1950 · 
1951-1952 ·
1953 · 
1954 · 
1955 · 
1956–1991 · 
1992 · 
1993 · 
1994 · 
1995 · 
1996 · 
1997 · 
1998 · 
1999 · 
2000 · 
2001 · 
2002 · 
2003 · 
2004 · 
2005 · 
2006 · 
2007 · 
2008 · 
2009 · 
2010 · 
2011 · 
2012 · 
2013 · 
2014 · 
2015 · 
2016 ·
2017 ·
2018 ·
2019 ·
2020 ·
2021 ·
2022 ·
2023 ·
2024
Algerije ·
Andorra ·
Angola ·
Argentinië ·
Australië ·
Benin ·
Bolivia ·
Botswana ·
Brazilië ·
Bulgarije ·
Burkina Faso ·
Burundi ·
Canada ·
Centraal-Afrikaanse Republiek ·
Chili ·
Colombia ·
Comoren ·
Congo-Brazzaville ·
Congo-Kinshasa ·
Costa Rica ·
Denemarken ·
Duitsland ·
Ecuador ·
Egypte ·
Engeland ·
Equatoriaal-Guinea ·
Ethiopië ·
Frankrijk ·
Gabon ·
Gambia ·
Georgië ·
Ghana ·
Guatemala ·
Guinee ·
Guinee-Bissau ·
Honduras ·
Ierland ·
IJsland ·
Irak ·
Israël ·
Italië ·
Ivoorkust ·
Jamaica ·
Japan ·
Kaapverdië ·
Kameroen ·
Kenia ·
Lesotho ·
Liberia ·
Libië ·
Madagaskar ·
Malawi ·
Mali ·
Malta ·
Marokko ·
Mauritanië ·
Mauritius ·
Mexico ·
Mozambique ·
Namibië ·
Nederland ·
Nieuw-Zeeland ·
Niger ·
Nigeria ·
Noord-Korea ·
Noorwegen ·
Oeganda ·
Panama ·
Paraguay ·
Polen ·
Portugal ·
Rwanda ·
Saoedi-Arabië ·
Sao Tomé en Principe ·
Schotland ·
Senegal ·
Servië ·
Seychellen ·
Sierra Leone ·
Slovenië ·
Soedan ·
Spanje ·
Swaziland ·
Tanzania ·
Thailand ·
Trinidad en Tobago ·
Tsjaad ·
Tsjechië ·
Tunesië ·
Turkije ·
Uruguay ·
Verenigde Arabische Emiraten ·
Verenigde Staten ·
Zambia ·
Zimbabwe ·
Zuid-Soedan ·
Zweden
Frankrijk (2010) ·
Mexico (2010) ·
Paraguay (2002) · 
Slovenië (2002) · 
Spanje (2002) · 
Uruguay (2010)